# Ілля Йорга
Ілля Йорга (серб. Илија Јорга, нар. 15 листопада 1940, Белград, Югославія) — сербський майстер бойових мистецтв, засновник стилю карате Фудокан, професор медицини, доктор спортивної медицини та фізіології. Володар 10-го дана, титулу «Соке» (хранитель традицій), один із піонерів розвитку карате на Балканах.

## Біографія
Ілля Йорга народився 15 листопада 1940 року в Белграді, Югославія. Його батько, Корнеліус Йорга, був інженером-будівельником і двоюрідним братом румунського історика Ніколае Йорги. У дитинстві сім'я часто переїжджала по країні. У 1959 році Ілля почав займатися карате під керівництвом свого старшого брата Володимира Йорги. Згодом його наставниками стали японські майстри Тецудзі Муракамі, Тайджі Касе та Хідетака Нішіяма.

## Освіта та наукова діяльність
Йорга закінчив Медичний факультет Белградського університету, де здобув ступінь доктора медичних наук. Він спеціалізувався в галузі клінічної фізіології та спортивної медицини. Згодом став професором фізіології на тому ж факультеті. Його наукові знання значно вплинули на розвиток стилю Фудокан, який поєднує традиційні техніки карате з сучасними досягненнями біомеханіки та медицини.

## Спортивна кар'єра
Ілля Йорга — п'ятнадцятиразовий чемпіон Югославії з карате. У 1968 році він став чемпіоном Європи з куміте, а в 1976 та 1978 роках — чемпіоном Європи з ката. Він був першим неяпонцем, який переміг на чемпіонаті світу з ката в Токіо. Загалом Йорга здобув 18 медалей на міжнародних змаганнях, включаючи чемпіонати Європи та світу.
З 1968 по 1981 рік Йорга очолював національну збірну Югославії з карате, яка під його керівництвом здобула понад 65 медалей на міжнародних турнірах, зокрема 12 титулів чемпіонів Європи та світу.

## Заснування стилю Фудокан
15 листопада 1980 року Ілля Йорга представив новий стиль карате — Фудокан (яп. 不動館, «Будинок стійких основ»). Цей стиль був створений у співпраці з братом Володимиром Йоргою та майстром Тайджі Касе. Фудокан поєднує традиційні елементи шотокан-карате з принципами сучасної науки, зокрема біомеханіки та спортивної медицини. У 1980 році було засновано Міжнародну федерацію карате-до Фудокан (International Fudokan Karate-do Renmei), яка з 2012 року відома як Всесвітня федерація Фудокан (World Fudokan Federation).

## Особисте життя
Ілля Йорга має трьох дітей: дві доньки, Тіяна та Анамарія, обидві лікарки, та сина Олексу, магістра фінансів. Він проживає в Белграді, але багато подорожує, проводячи семінари та майстер-класи з карате в різних країнах світу.

## Публікації
Ілля Йорга є автором численних книг і статей про карате. Однією з його відомих праць є книга «Традиційне карате Фудокан — Мій шлях», де він описує фізичні та психологічні принципи стилю Фудокан, а також детально розглядає техніки та ката цього стилю.